# Quillan
Quillan – miejscowość i gmina we Francji, w regionie Oksytania, w departamencie Aude. 1 stycznia 2016 roku połączono dwie wcześniejsze gminy: Quillan oraz Brenac. Siedzibą gminy została miejscowość Quillan, a nowa gmina przyjęła jej nazwę. W 2013 roku populacja Quillan wynosiła 3372 mieszkańców. Przez gminę przepływa rzeka Aude. 

## Zabytki
Zabytki w miejscowości posiadające status Monument historique:
- zamek w Quillan (château de Quillan)